# People Pt. 2
"People Pt. 2" (tiếng Hàn: 사람 Pt.2; Romaja: Saram Pt.2) là một bài hát của nam rapper người Hàn Quốc Agust D hay còn được biết đến nhiều hơn dưới nghệ danh Suga của nhóm nhạc BTS kết hợp với nữ ca sĩ người Hàn Quốc IU. Bài hát được trích từ album phòng thu đầu tay sắp tới D-Day. Mang đậm chất liệu nhạc pop và hip hop, bài hát thảo luận về chủ đề cô đơn và sự kết nối của album. Được phát hành dưới dạng đĩa đơn kỹ thuật số vào ngày 7 tháng 4 năm 2023 tại Hàn Quốc, thông qua hãng Big Hit Music. Ca khúc do El Capitxn sáng tác kiêm vai trò đồng sản xuất với giọng ca chính Agust D.

## Bối cảnh
Ban đầu bài hát được đặt tên là "Sara" (사라) — saram (사람), dịch tiếng Hàn có nghĩa là "Người", nhưng không có chữ phụ âm "M" (viết theo ký tự Hangul là ㅁ) — Suga đã bắt tay thực hiện cho ca khúc "People Pt. 2" vào khoảng tháng 5 năm 2020 khi đang thực hiện cho mixtape thứ hai D-2 dưới nghệ danh Agust D. Tựa đề cuối cùng cho bài hát đã được thay đổi sau khi những người bạn của anh đã yêu cầu anh hãy chơi chữ một chút qua cái tên của ca khúc để khiến nghe ca khúc bị nghe nhầm thành sal-ah (살아), có nghĩa là "Sống", điều đó sẽ khiến cho ca khúc trở nên có sức sống hơn. Ý nghĩa cho tựa đề là để mở rộng, có thể là cho phần tiếp theo của ca khúc "People" từ mixtape D-2 (2020), bài hát được lấy cảm hứng trong suy nghĩ của anh khi những người khác sẽ đón nhận và phản hồi cho những bài hát của anh như thế nào so với cái tên Agust D. Trong một cuộc phỏng vấn với tạp chí Billboard, Suga đã mô tả cho bài hát giống như là "một dạng thử nghiệm để có thể phát hành ca khúc này dưới cái tên Agust D", anh nói thêm rằng anh "có một chút lo lắng về bài hát". Bởi vì anh muốn ca khúc có thể "đồng bộ hóa của 2 dạng con người là SUGA và Agust D", đồng thời cũng có thể kết nối từ mixtape của anh đến với album solo chính thức của mình. Suga cho biết rằng anh cần phải tạo ra "một bài hát đậm chất nhạc pop" và anh đã chọn cho nữ ca sĩ người Hàn Quốc IU, người mà anh cảm thấy sẽ đóng một vai trò quan trọng và vai trò đó sẽ làm cho bài hát cảm thấy "bớt dữ dội" hơn và sẽ "tập trung theo chiều hướng nhạc pop" hơn. Cả hai trước đây đã từng làm việc cùng nhau trong đĩa đơn "Eight" (2020) của IU, do Suga cùng đồng sáng tác, sản xuất và trình bày.
Ca khúc đã hoàn thành trước cả khi mixtape D-2 được hoàn thành. Dù đã hoàn thành từ lâu nhưng bài hát vẫn chưa được phát hành trong suốt ba năm bởi vì do các hoạt động quảng bá liên quan đến BTS cho những ca khúc như "Dynamite" (2020) và "Butter" (2021) đã được thực hiện trước đó, mặc dù một phiên bản demo đã vô tình bị công ty Hybe Corporation công khai vào đầu năm 2023. Một video hậu trường sau đó đã được đăng tải lên YouTube, video quay cảnh về buổi chụp hình cho cuốn photobook Photo-Folio của anh, video còn cho thấy Suga đang nghe hướng dẫn cho bài hát được hát từ thành viên cùng nhóm Jungkook.

## Sáng tác
"People Pt. 2" là một ca khúc nhạc pop với những ảnh hưởng từ dòng nhạc hip-hop dựa theo "nhịp điệu boom bap". Được sáng tác bởi Agust D khi đang ở trong bối cảnh giãn cách xã hội bởi đại dịch COVID-19 thời điểm mà anh 'không thể làm gì cả' và vào lúc đó anh nghĩ rằng anh đã "mất tất cả"; Jang Yi Jeong hay còn được biết đến với cái tên El Capitxn, đã được ghi nhận là người đồng sáng tác và sản xuất cho ca khúc. Trong khi ca khúc tiền nhiệm "People" phản ánh về bản thân và nên xem xét đánh giá của người khác thì bài hát tiếp theo "People Pt. 2" lại tập trung vào "sự kết nối và chống lại sự cô đơn", mặc dù Suga đã tuyên bố rằng, cả hai bài hát đều không khác nhau nhiều bởi vì nó đều nhằm một mục đích là để cho mọi người đều có thể cảm thấy đau đớn và khổ sở. Anh nói thêm "Và tôi cũng vậy. Cho dù đó có thể là tôi từ BTS, SUGA, Min Yoongi hay Agust D, tôi vẫn luôn có điều đó bên trong mình. Mọi người có thể coi tôi là một người không có bất kỳ mối quan tâm hay môt sự lo lắng nào hay là tôi không cảm thấy đau đớn, nhưng đối với tôi cũng có thể cảm thấy những cảm xúc đó. Tôi đang cố gắng tìm mọi cách để chống lại những điều đó và cũng phải vượt qua nó nữa... Tôi chỉ muốn chứng tỏ rằng tôi là một người nhân đạo và tôi cũng chỉ là một con người bình thường".
Lexi Lane từ trang Uproxx đã miêu tả cho ca khúc là là đang "nói về một mối quan hệ bất tận giữa con người và những cảm xúc được cảm nhận theo phong cách Agust D" đã được "hoà hợp với phần đọc rap của Suga cùng với giọng điệu trong trẻo của IU được đúc kết thành một". Bài hát mở đầu với một khúc nhạc dạo, kế tiếp sau đó là một giọng hát "có hồn" của IU đang hát đoạn điệp khúc, nhờ đó đã tăng thêm độ "giai điệu cảm xúc" cho bài hát. Sau đoạn điệp khúc đầu tiên, phần lời đầu của ca khúc tiếp nối với các đoạn rap bằng tiếng Hàn của Suga, "Ôi cái thứ được gọi như là tình yêu này / Có lẽ nó chỉ như một danh sách cảm xúc nhất thời", sau những câu đầu tiên, anh lại hỏi: "Điều gì về mất mát đã khiến chúng ta buồn như vậy?" Khi các câu cuối tiếp diễn, anh tự hỏi "Liệu tôi sẽ hạnh phúc nếu từ bỏ lòng tham của mình?" Ở đoạn bridge, anh tô điểm câu hát của mình qua những câu như "Một ảo tưởng nửa vời sẽ không bao giờ thực hiện được / Người ta nói cuộc sống như sự đấu tranh giữa phản kháng và khuất phục / Tôi nói nó giống sự đấu tranh chống lại sự cô đơn / Nếu không kìm nén được thì khóc cũng được", những câu nói trên đều đề cập đến sự bất đồng về cảm xúc khi trở thành một con người và những câu nói đó đã miêu tả cho niềm tin của rapper rằng "mọi người ai cũng đều có sự cô đơn ở bên trong họ cho đến khi họ chết", cụm từ "cô đơn" này đã được dùng như là để làm điểm bắt đầu của bài hát. Lời dịch cũng đã được cung cấp trong video âm nhạc của bài hát cũng đã cho thấy độ thận trọng của anh.

## Phát hành
Vào đầu tháng 3 năm 2023, hãng truyền thông Hàn Quốc SpoTV News đã đưa một thông tin cho rằng, Suga và IU có thể sẽ sớm hợp tác và sẽ phát hành một sản phẩm âm nhạc mới. Trong một tuyên bố tiếp theo của Sports Today, công ty của Suga là Big Hit Music đã đáp lại thông tin trên và đã phủ định rằng "rất khó để có thể xác nhận được tuyên bố này". Tuy nhiên, vào ngày 2 tháng 4, hãng lại thông báo một thông tin cho rằng Suga sẽ phát hành một album solo đầu tay mang tên D-Day, dưới nghệ danh tên Agust D và sẽ được phát hành vào ngày 21 tháng 4. 3 ngày sau đó, vào ngày 5 tháng 4, một tấm áp phích quảng cáo cho đĩa đơn được trích từ album sắp được phát hành trước album đã được Big Hit chia sẻ trên khắp các trang mạng xã hội. Tấm áp phích đang miêu tả môt khung cảnh cho thấy Suga đang chơi synthesizer trong phòng thu còn xung quanh là các nhạc cụ khác, với tiêu đề đĩa đơn được đặt ở phía dưới, ghi "People Pt. 2" bằng tiếng Hàn, và ngày phát hành là ngày 7 tháng 4 được viết ở dưới cùng; IU cũng đã được tiết lộ sẽ là nghệ sĩ hợp tác trong ca khúc. Đĩa đơn đã được phát hành như dự kiến hai ngày sau đó.

## Diễn biến thương mại
Tính đến thời điểm hiện tại, đĩa đơn đã bán được khoảng 4.132 lượt tải xuống trong ngày đầu tiên phát hành tại Nhật Bản và đã đứng đầu số phát hành hàng ngày trên Bảng xếp hạng Digital Singles Chart của Oricon vào ngày 7 tháng 4 năm 2023. Mặc dù được phát hành đột ngột trong tuần phát hành liên tục, thế nhưng bài hát đã lọt vào top 10 trên bảng xếp hạng hàng tuần tiếp theo của Digital Chart (trong khoảng thời gian từ ngày 3 tháng 4 đến ngày 9 tháng 4) tại vị trí thứ 8, với khoảng 5.427 bản đã được bán ra trong thời gian đó.
Đĩa đơn đã lọt vào một số bảng xếp hạng Billboard tại Hoa Kỳ. Phá vỡ kỷ lục và đã trở thành bài hát kỹ thuật số bán chạy nhất trong tuần phát hành này khi đĩa đơn đã bán được hơn 18.000 lượt tải xuống và đã đứng đầu trên các bảng xếp hạng Digital Song của Billboard số ra vào ngày 22 tháng 4 năm 2023, bảng xếp hạng thể loại Rap Digital Song Sales và World Digital Song Sales. IU sau đó cũng đã giành được vị trí thứ 11 trong các vị trí top 10 và vị trí quán quân lần thứ 2 trên bảng xếp hạng quốc tế sau khi ca khúc "Eight" được phát hành 3 năm trước. Ngoài ra, IU cũng đã lần đầu tiên dẫn vị trí quán quân trên bảng xếp hạng Emerging Artists. Mặc dù đĩa đơn đã không lọt vào bảng xếp hạng Hot 100, nhưng bài hát đã đứng ở vị trí thứ 5 trên bảng xếp hạng Bubbling Under Hot 100. Bài hát cũng đã lọt vào bảng xếp hạng Billboard Global 200 tại vị trí thứ 24 và trên Bảng xếp hạng Hoa Kỳ Global Excl. tại vị trí thứ 16.

## Video âm nhạc
Video âm nhạc đã được phát hành cùng ngày với đĩa đơn vào ngày 7 tháng 4. Với thời lượng chỉ vỏn vẹn hơn bốn phút, video có nhiều cảnh hậu trường bao gồm có cảnh quay Agust D đang ở một mình trong nhà, "đắm chìm trong những suy nghĩ hoặc là viết nhật ký", hay là những cảnh Agust D đang "viết và thu âm cho bài hát", có cảnh anh đang thu âm với kỹ thuật ngoạn mục", cùng với những cảnh anh làm việc trong phòng thu của mình. Tuy nhiên, IU lại không xuất hiện trong video.
Sau khi những cảnh hậu trường của video kết thúc, một đoạn clip ngắn với tông màu đen trắng đang quay cảnh Suga đang giải thích về quá trình sáng tác bài hát và thông điệp đằng sau những lời bài hát của ca khúc.

## Biểu diễn trực tiếp
Suga đã xuất hiện trong một tập ngày 10 tháng 4 trên chương trình IU's Palette, một chương trình trên YouTube do chính IU tổ chức, để quảng bá cho đĩa đơn. Suga đã biểu diễn 3 ca khúc "Eight", "People" và "People Pt. 2" lần đầu tiên cùng với một ban nhạc sống.

## Bảng xếp hạng
| Bảng xếp hạng (2023)                              | Thứ hạng |
| ------------------------------------------------- | -------- |
| Canada (Billboard Digital Song Sales)             | 10       |
| Thế giới Global 200 (Billboard)                   | 24       |
| Hungary (Single Top 40)                           | 6        |
| Ấn Độ (IMI International Singles)                 | 7        |
| Indonesia (Billboard)                             | 21       |
| Nhật Bản (Japan Hot 100)                          | 99       |
| Nhật Bản (Oricon Digital Singles)                 | 8        |
| Nhật Bản (Billboard Japan Download)               | 7        |
| New Zealand (RMNZ Hot Singles)                    | 7        |
| Singapore (RIAS)                                  | 23       |
| Hàn Quốc (Circle)                                 | 14       |
| Anh Quốc Download (OCC)                           | 3        |
| Anh Quốc (OCC Single Sales)                       | 3        |
| Hoa Kỳ Bubbling Under Hot 100 Singles (Billboard) | 5        |
| Hoa Kỳ Digital Song Sales (Billboard)             | 1        |
| Hoa Kỳ (Billboard Rap Digital Song Sales)         | 1        |
| Hoa Kỳ (Billboard World Digital Song Sales)       | 1        |
| Việt Nam (Vietnam Hot 100)                        | 6        |